# 스팀 컨트롤러
스팀 컨트롤러(Steam Controller)는 마이크로소프트 윈도우, macOS, 리눅스, 스마트폰, 스팀OS에서 스팀을 실행하는 개인용 컴퓨터에 사용할 목적으로 밸브가 개발한 게임 컨트롤러이다. 이 컨트롤러는 컨트롤러 사용자를 위해 개발된 게임용으로만 설계된 것이 아니며 키보드와 마우스 컨트롤로 전통적으로 플레이하는 게임을 위해서도 고안되었다. 2015년 11월에 밸브의 스팀 머신을 지원하기 위해 출시되었고 2019년 11월 개발이 중단되었다.

## 기능
스팀 컨트롤러에는 2개의 고해상도의 클릭 가능한 트랙패드(현대의 콘솔 컨트롤러의 일반적인 썸스틱을 대체), 그리고 페이스, 숄더, 언더그립 버튼을 포함한 14개의 버튼을 갖추고 있다. 이 트랙패드에는 햅틱 피드백을 포함하고 있어서 게임 내 이벤트에 반응하여 촉각을 이용한 피드백을 플레이어에 보낼 수 있다. 와이어드지의 크리스 콜러는 밸브 언론 행사 당시 시드 마이어의 문명 V를 플레이하면서 컨트롤러를 사용한 것을 설명하였으며 그는 트랙패드를 사용하여 마우스 커서를 움직였을 때 컨트롤러 내 전자석이 오디오와 촉각 피드백을 만들어냈다며 이는 마치 트랙볼을 사용하는 것 같았다고 언급했다. 컨트롤러가 스팀 머신 플랫폼용으로 설계되어 있으나 기존 PC상의 스팀에서도 사용이 가능하다. 컨트롤러는 또한 자이로스코픽 센서가 포함되어 있어서 컨트롤러의 상대적 방향을 감지할 수 있다.
컨트롤러는 현재 스팀의 빅 픽처 모드 안에서 사용되도록 설계되어 있다. 이를 통해 플레이어는 버튼/트랙패드 매핑, 민감도를 포함하여 게임별로 컨트롤러의 다양한 기능을 구성하는 상세 옵션에 접근할 수 있으며 다른 사용자가 공유한 컨트롤러 구성에 접근하여 설정을 사용하는 것이 가능하다. 스트림웍스 API는 개발자들이 빅 픽처 모드에서 스트림 컨트롤러의 더 세세한 설정을 제공하는 수단을 제공한다. 빅 픽처 모드가 아닌 경우 컨트롤러는 표준 2스틱 컨트롤러처럼 동작하지만 밸브는 스팀 업데이트를 통해 이전에 설정한 게임 설정별 빅 픽처 모드를 유지하는 것을 허용할 예정이다.

## 개발
컨트롤러의 오리지널 디자인은 장치 중심부에 터치스크린을 포함한 것이었다. 터치스크린은 마우스패드처럼 동작할 예정이었고 이로써 플레이어가 컨트롤러에서 보통 할 수 없는 동작들을 수행할 수 있게 하는 것이었다. 스팀이나 스팀OS와 직접 운용하면서 터치스크린 디스플레이를 플레이어의 화면에 오버레이시켜서 화면의 집중도를 분산시키지 않고 게임 조작을 가능케 하려고 했다. 그러나 2014년 1월 스팀 개발자의 날 행사에서 밸브는 컨트롤러에서 터치스크린 콘셉트를 중단하였기 때문에 기존 페이스 버튼들을 기존 게임과 더 잘 호환되도록 재배치하게 되었다고 밝혔다.
3차원 인쇄로 만든 프로토타입을 사용하여 키보드와 마우스 컨트롤을 모방할 수 있는 컨트롤러의 여러 버전을 거듭했다. 초기 버전의 컨트롤러 디자인에는 컨트롤러 내에 추가된 트랙볼을 포함하여 마우스 기능을 시뮬레이트했으나 트랙패드에 손가락의 움직임을 추적함으로써 트랙볼의 움직임을 시뮬레이트하는 기능을 포함하여 개발자들이 기능을 더 커스터마이즈할 수 있도록 끝내 트램패드를 선택 사항으로 두었다. 장치를 쥐는 동안 플레이어의 엄지손가락이 트랙패드 위에 얹히는 접촉량을 최소화하기 위해 트랙패드와 컨트롤러가 개발되었다. 서드파티 하드웨어 벤더들이 스팀 머신을 제조할 수 있게 하는 현재의 계획과 달리 밸브는 스팀 컨트롤러의 경우 유일한 제조사로 남을 예정이다. 밸브의 그레드 쿠머는 이 결정이 컨트롤러의 최상의 구현 달성과 밸브의 장치에 대한 비전에 기반을 두었다. 밸브는 서드파티 컨트롤러들이 개발할 사양을 개방하는 것에 대해 명확히 밝히지 않았다. 2015년 12월, 밸브는 버펄로그로브의 플렉스 로봇 조립 라인과 함께 머신 조립을 한다. 우스꽝스럽게도 밸브의 포털 시리즈의 가공의 기업 이름 애퍼처 사이언스라는 브랜드가 이 기기에 부여되었다.